# Seznam světového dědictví v Asii
Toto je seznam památek světového dědictví UNESCO v Asii. Pro obsáhlost je zde rozdělen na dvě části seřazené abecedně podle státu, který zařazení lokality do seznamu navrhl. V souladu s oficiálním seznamem UNESCO jsou Izrael, Turecko, Kypr, Rusko, Arménie, Gruzie a Ázerbájdžán řazeny mezi evropské země. Arabské státy a jejich památky jsou uvedeny v samostatném hesle.
U každé položky je uveden český název, oficiální anglický název dle seznamu UNESCO, stručná charakteristika a odkaz na základní zdůvodnění zápisu dle UNESCO. Číslo v odkazu je současně číslo, pod kterým je lokalita vedena v Seznamu světového dědictví. Položky seznamu u jednotlivých zemí jsou řazeny podle roku zápisu do Seznamu.
1. Afghánistán až Írán
2. Japonsko až Vietnam